# ФК Хајдук Дивош
Фудбалски клуб Хајдук Дивош је фудбалски клуб из Дивоша, град Сремска Митровица и тренутно се такмичи у Српској лиги Војводина.

## Историја
Фудбалски клуб Хајдук из Дивоша настао је од Спортског клуба који је основан 1926. године. Клуб је бележио највеће резултате у Општинској и Сремској лиги. У Сремској лиги клуб је играо седамдесетих и осамдесетих година. Генерација која је доживела највећи успех јесте она генерација која је играла ревијалну утакмицу са новосадском Војводином 18. септембра 1979, тада је Војводина победила са 6:0. Важно је споменути и генерацију која је са ФК Фрушкогорац из Манђелоса играла за улазак у Сремску лигу деведестих година резултат је био 4:2 за Фрушкогорац.
Међу прве играче који су играли за Хајдук од самог оснивања спадају: Лаза Кевиљ, Лаза Зарић, Радивој Рибарић, Бора Туршијан, Јоца Шипош, Сава Шућак, Слободан Ситаревић, Ћорђе Будимировић, Лаза Ристић, Лаза Смиљанић, Арса Зорановић, Рада Лазић и многи други...
Током свог постојања клуб је освојио бројне трофеје првака међуопштинских и општинских лига, купова Срема, као и многе друге.
Екипу из Дивоша су 2009. угостили кадети ОФК Београдa у пријатељској утакмици, а након ове одиграни су бројни сусрети ових тимова, од којих један између сениорских екипа два клуба у сезони 2012/13. Тада су играчи Хајдука у утакмици затвореног типа истрчали на Омладински стадион, а ОФК Београд који је играо у пуном саставу са клупе је предводио славни Зоран Милинковић, две године након тога, освајач Суперлига Србије у фудбалу као тренер ФК Партизан.
У сезони 2010/11 Хајдук је био првак Општинске Фудбалске лиге 2. разред и ушао у виши ранг, у општинску фудбалску лигу 1. разред.
Године 2011, год. била је значајна за клуб. Поред тога што је екипа Хајдука ушла у виши ранг водили су се и многи радови на стадиону.
Исте године основана је и школа фудбала ФК Хајдук, а поново је оформљена и кадетска екипа Хајдука.
Сезону 2012/13 Хајдук је завршио на 1. месту 1. разреда Општинске лиге Сремске Митровице и пласирао се у Другу сремску лигу.
Сезона 2013/14, била је још једна успешна за клуб. Иако је такмичење завршио на другом месту Хајдук је обезбедио пласман у Прву сремску лигу, пету лигу на фудбалској пирамиди Србије.
У августу 2013 Хајдук добија позив за учешће на дводневном турниру поводом стоте годишњице ФК БУСК, који је одржан на теренима СЦ „Локомотива“ у Макишу, а под покровитељством ФС Београда.
Дивошани су на турниру освојили 3. место декласиравши ФК Шећеранац Ада са чак 7:1. Осим пехара за освојено 3. место у Дивош одлази и признање за најбољег стрелаца које осваја Гомбар.

Сезону 2014/15 Хајдук завршава као седмопласирана екипа на табели ПФЛ Сремска Митровица, где ће играти и наредне године.
Фудбалери из Дивоша постигли су у овој сезони још један запажен успех, освајањем Купа на подручју ФС Ср. Митровица. На стадиону ЛСК-а у Лаћарку пред око стотињак љубитеља фудбала, савладана је екипа Подриња након извођења једанестераца резултатом 3-1, док је у регуларном делу утакмице резултат био 1-1.
Историја је исписана у сезони 2016-17. Хајдук је постао шампион ПФЛ Сремска Митровица и пласирао се у Војвођанску Лигу - Југ.
Играчи који ће остати уписани златним словима у историју Хајдука су: Драгослав Петровић, Александар Стајчић, Владимир Савићевић, Ненад Грујић, Тихомир Зец, Ђорђе Пендо, Александар Симић, Душан Совиљ, Бора Аврамовић, Рајко Маричић, Владимир Зељковић, Бранислав Вујић, Дејан Новаковић, Милош Јовановић, Срђан Лазић, Вук Кекић, Бранислав Зељковић, Миодраг Сремац, Андреј Ристић, Момчило Милекић, Игор Лацковић, Милош Петровић и Стефан Зорановић.
Шампионску сезону предводио је капитен Владимир Савићевић са 21 поготком, а са клупе тим водили тренери Светислав Петковић и Стеван Крстић.

#### 2014.
| ФК Хајдук Дивош                            | 1 : 1 / 3 : 1 пен. / | ФК Подриње Мач. Митровица |
| ------------------------------------------ | -------------------- | ------------------------- |
| Гомбар 90’ · Славковић пен. · Пејовић пен. | (извештај)           | 22’ Наглић                |

#### 2015.
| ФК Хајдук Дивош                          | 3 : 2      | ФК Митрос Ср. Митровица      |
| ---------------------------------------- | ---------- | ---------------------------- |
| Требовац 15’ · Драшковић 39’ · Лазић 60’ | (извештај) | 4’ Ковачевић · 85’ Малиновић |

## 2010 - 2018.
| Сезона   | Ранг | Лига                                         | Позиција | ИГ | Д  | Н | П  | ГД | ГП | ГР  | Бод | Куп                            |
| -------- | ---- | -------------------------------------------- | -------- | -- | -- | - | -- | -- | -- | --- | --- | ------------------------------ |
| 2010/11. | 8    | Општинска лига Сремска Митровица (2. Разред) | 1.       | 16 | 11 | 2 | 3  | 51 | 11 | +40 | 35  | /                              |
| 2011/12. | 7    | Општинска лига Сремска Митровица (1. Разред) | 4.       | 18 | 11 | 2 | 5  | 43 | 18 | +25 | 35  | /                              |
| 2012/13. | 7    | Општинска лига Сремска Митровица (1. Разред) | 1.       | 20 | 16 | 1 | 3  | 60 | 17 | +43 | 49  | /                              |
| 2013/14. | 6    | Друга Сремска лига "Запад"                   | 2.       | 26 | 18 | 4 | 4  | 69 | 25 | +44 | 58  | /                              |
| 2014/15. | 5    | ПФЛ Сремска Митровица                        | 7.       | 30 | 14 | 4 | 12 | 47 | 32 | +15 | 46  | Освајач Купа ГФС Сp. Митровица |
| 2015/16. | 5    | ПФЛ Сремска Митровица                        | 5.       | 30 | 15 | 5 | 10 | 49 | 49 | 0   | 50  | Освајач Купа ГФС Сp. Митровица |
| 2016/17. | 5    | ПФЛ Сремска Митровица                        | 1.       | 30 | 21 | 4 | 5  | 67 | 19 | +48 | 67  | /                              |
| 2017/18. | 4    | Војвођанска лига - Југ                       | -        | -  | -  | - | -  | -  | -  | -   | -   | /                              |

## Стадион
Стадион ФК Хајдук Дивош налази се на Малој страни у улици Партизанска бб. Реновиран у последњих неколико година тренутно садржи главни и помоћни терен, трибине капацитета 1000 седећих места, паркинг простор, опремљене клупске просторије, као и уређени угоститељски објекат.

## Састав у сезони 2017/18
Од 27. јул 2017.
| Бр. |        | Позиција | Играч              |
| --- | ------ | -------- | ------------------ |
| 1   | Србија | Г        | Драгослав Петровић |
| 2   | Србија | Г        | Александар Стајчић |
| 17  | Србија | Г        | Бранислав Зељковић |
| 4   | Србија | О        | Милан Мандић       |
| 5   | Србија | О        | Тихомир Зец        |
| 6   | Србија | О        | Владимир Јефтић    |
| 7   | Србија | О        | Александар Симић   |
| 8   | Србија | С        | Душан Совиљ        |
| 9   | Србија | О        | Бора Аврамовић     |
| 10  | Србија | О        | Рајко Маричић      |
| 11  | Србија | С        | Владимир Зељковић  |
| 12  | Србија | С        | Бранислав Вујић    |
| 13  | Србија | С        | Дејан Новаковић    |
| 14  | Србија | С        | Борко Шућак        |
| 15  | Србија | Н        | Миша Мачвански     |

| Бр. |        | Позиција | Играч              |
| --- | ------ | -------- | ------------------ |
| 16  | Србија | Н        | Бошко Симић        |
| 3   | Србија | Н        | Владимир Савићевић |
| 18  | Србија | С        | Миодраг Сремац     |
| 19  | Србија | С        | Андреј Ристић      |
| 20  | Србија | О        | Момчило Милекић    |
| 21  | Србија | О        | Марко Дармановић   |
| 22  | Србија | Н        | Игор Лацковић      |
| 23  | Србија | О        | Милош Петровић     |
| 24  | Србија | О        | Стефан Зорановић   |
| 25  | Србија | С        | Младен Марковић    |
| 26  | Србија | С        | Александар Трубић  |
| 27  | Србија | С        | Душан Павловић     |
| 28  | Србија | С        | Марко Малиновић    |
| 29  | Србија | С        | Милан Остојић      |
| 30  | Србија | С        | Миле Мићић         |